# Diaphus richardsoni
Diaphus richardsoni är en fiskart som beskrevs av Tåning 1932. Diaphus richardsoni ingår i släktet Diaphus och familjen prickfiskar. Inga underarter finns listade i Catalogue of Life.